# André Campra
André Campra (Aix-en-Provence, 4 dicembre 1660 – Versailles, 29 giugno 1744) è stato un compositore e direttore d'orchestra francese di musica barocca, autore di vari melodrammi.
Svolse la sua attività artistica nel periodo compreso fra Jean-Baptiste Lully e Jean-Philippe Rameau, contribuendo sensibilmente al rinnovo dell'opera francese del periodo.

## Biografia
Figlio di un medico italiano, Francesco Campra di origine piemontese, la sua famiglia si trasferì ancor prima della sua nascita in Francia, dove egli poté approfondire i suoi studi musicali e religiosi nella cattedrale di Saint-Sauveur nella città Aix-en-Provence, dove prese i voti nel 1678.
Dal 1694 al 1700 fu maestro di cappella presso la Cattedrale di Notre-Dame di Parigi, dopo aver ricoperto simili incarichi a Tolosa, Tolone e Arles. A partire dal 1697 cominciò però a manifestare i primi interessi nei confronti del teatro musicale, scrivendo in gran segreto la sua prima opera e alcune musiche di scena, per il timore di venire scoperto dalle autorità ecclesiastiche, visto lo stretto divieto che veniva fatto agli uomini di chiesa di dedicarsi ad attività profane. Inutilmente si celò per i primi tempi dietro uno pseudonimo, ma nel 1700 si dedicò completamente al teatro suscitando numerosi consensi di critica e di pubblico già con il suo primo lavoro, l'opéra-ballet L'Europe galante (1697).
Fu direttore musicale di corte dopo Luigi XIV e del teatro di corte. Durante l'ultima parte della sua vita riprese i voti dedicandosi esclusivamente alla musica sacra.

## Stile
Seppur ponendosi in una posizione intermedia fra Lully e Rameau, i suoi lavori incontrarono vasti consensi di pubblico; mostrando sensibilità ed eleganza melodica, ebbe come principale scopo quello di unire le peculiarità stilistiche della musica italiana con le virtù della musica francese. Molte sue creazioni contengono infatti pagine in italiano, come Les fêtes vénitiennes (1710, libretto di Antoine Danchet).

## Opere principali

### Melodrammi
- L'Europe galante, (1697);
- Hésione, (1700);
- Tancrède, (1702);
- Télémaque, (1704);
- Alcine, (1705);
- Iphigénie en Tauride, (1708);
- Hippodamie, (1708);
- Les Festes vénitiennes, (1710);
- Idoménée, (1712);
- Télèphe, (1713);
- Énée et Didon, (1714);
- Camille, reine des Volsques, (1717);
- Achille et Déidamie, (1735);

### Musica Sacra
- Trois livres de cantates, 1708, 1714 e 1728;
- Nisi Dominus, 1722;
- Requiem, successivo al 1723;
- Motets pour la Chapelle royale, 1723-1741;